# 도니에베르 알레샨데르 마랑공
도니에베르 알렉산데르 마랑공(Doniéber Alexander Marangon, 1979년 10월 22일 ~ )은 흔히 도니(Doni)라는 이름으로 알려져 있는 브라질의 축구 선수로, 포지션은 골키퍼였다. 리버풀에서 활동하였으나 2012년 방출되었고, 2013년 심장병을 이유로 은퇴하였다.